# Maxwel Cornet
Gnaly Maxwel Cornet (ur. 27 września 1996 w Bregbo) – iworyjsko-francuski piłkarz, występujący na pozycji napastnika w Genoi, do której jest wypożyczony z West Ham United, reprezentant Wybrzeża Kości Słoniowej. Wychowanek FC Metz, w trakcie swojej kariery grał także w Olympique Lyon, Burnley F.C. oraz Southampton F.C. Były młodzieżowy reprezentant Francji.